# Rachel Starr
Rachel Starr (Burleson, 1983. november 26. –) amerikai pornószínésznő. 2022-ben bekerült az AVN Hírességek Csarnokába.

## Élete
Starr az Egyesült Államokban, a texasi Burlesonban született, jelenleg a texasi Dallasban él. A középiskolában versenyszerűen teniszezett, amíg 16 évesen leérettségizett.

## Pályafutása
Starr pornó karrierje előtt sztriptíztáncosnőként dolgozott. Akkor lépett be a felnőtt filmiparba, amikor Jack Venice, egy férfi előadóművész 2006 decemberében találkozott vele a louisianai Shreveportban, a Deja Vu Hustler Clubban. A Naughty America American Daydreams című filmjében debütált a képernyőn, amely 2007. március 2-án jelent meg. Starr 2011. augusztus 2-án egyéves exkluzív szerződést írt alá a Bangbros-szal. Miközben a Bangbros-szal dolgozott, Starr 2017 decemberéig a Naked.com nagykövete is volt. 2016. szeptember 2-án Starr két évre szóló exkluzív szerződést írt alá a Naughty Americával, ahol egy sorozat virtuális valóság videót készített a cégnek. 2020. augusztus 1-jén Starr egy éves szerződést kötött a Brazzers-szel; a szerződést azonban meghosszabbították a COVID19 világjárvány miatt a gyártásra vonatkozó különböző korlátozások miatt. Nem sokkal később, 2021 novemberében a FanCentro leszerződtette Starrt, hogy nagykövetként népszerűsítse a platformjukat.